# 潘玉良
潘 玉良（1895年6月14日 - 1977年6月13日）は中国江蘇省揚州生まれ、パリで活躍した中国人初の本格的な女性西洋画家。原名は張玉良。

## 人物・来歴
1歳で父、8歳で母を喪い、13歳で賭博好きの叔父に妓楼に売られるという悲惨な少女時代を送るが、蕪湖の税関監督・潘贊化に身請けされ1913年に結婚（贊化には既に正妻がいた）。贊化は玉良の境遇に心から同情し、画家を志した彼女を支援したと伝えられている。玉良もパリに永住した以後の生涯を通じ"潘”の姓を名乗り続け、再婚することはなかった。
結婚後移り住んだ上海で玉良は西洋絵画と出会う。その魅力の虜となった彼女は上海美術専門学校に入学し本格的な指導を受けるようになり、1921年には留学の為渡仏。苦労しながらリヨンとパリの国立美術学校で学んだのち、1925年に奨学金を受けローマ国立美術学校に入学、優秀な成績を修めた。
1929年に帰国した玉良は上海美術専門学校等で教鞭を執るかたわら精力的に創作活動を続けたが、その大胆な作風や元妓女という玉良の出自が風紀を重んじる保守的な人々からの批判の的となり、失望した彼女は1937年再びパリに向かう。結局、亡くなるまでの40年間、激動の祖国を想い続けながら二度とその土を踏むことは無かった。
第二次世界大戦中は画材にも事欠く苦しい生活を送ったが、パリ解放後本格的に画家としての活動を再開。
西洋画に中国の伝統画の手法を生かした彼女の作品はフランスの画壇で注目を浴び、欧州や日本での展覧会で度々受賞し名声を高めた。1959年にはパリ大学から賞を授与されるという栄誉を受けている。
玉良の死後遺作は中国に戻り生まれ故郷の安徽博物館に収蔵された。また全国規模の回顧展が開催され、ようやくその功績が中国の人々に知られるようになったのである。

## 潘玉良が主人公の伝記的作品
- 画魂 潘玉良伝（中国の作家・石楠の小説、日本未訳）
- 画魂 愛、いつまでも（1992年の中国映画、演：コン・リー）
- 画魂（2003年の中国のテレビドラマ、演：ミッシェル・リー）